# Risby (Suffolk)
Risby est un village et une paroisse civile du Suffolk, en Angleterre.